# Kiya
Kiya was een vrouw van farao Achnaton en vermoedelijk de moeder van Toetanchamon en Smenchkare. Dit is niet bewezen aangezien het onduidelijk is of de canopen de organen van Kiya hebben bevat en of deze vergeleken zijn d.m.v. genetisch onderzoek met de mummie van Toetanchamon. Wel is inmiddels duidelijk geworden dat de mummie van The Younger Lady de moeder van Toetanchamon is, het is echter niet bewezen dat deze mummie Kiya is. Er is tot op heden weinig van Kiya bekend, omdat er tot het moment dat Achnatons eerste vrouw Nefertiti overleed zeer weinig over Kiya gedocumenteerd is. 

## Discussie over de naam
De naam van Kiya heeft bij egyptologen meermalen tot discussie geleid. Men vermoedt dat de naam Kiya een roepnaam was. De originele naam zou een samentrekking kunnen zijn van buitenlandse namen, zoals de Mitanni-namen Gilukhipa en Tadukhipa. Er is echter geen enkel bewijs dat Kiya niet Egyptisch was.

## Titels
In veel inscripties heeft Kiya epitheta als de grote geliefde en de favoriet toegekend gekregen, in plaats van namen als hoogheid of eerste vrouw van Achnaton. Dit wekt het vermoeden dat Kiya geen koninklijk bloed had. De officiële titel van Kiya was:
De vrouw en de grote geliefde van de koning van Hoog en Laag Egypte, die Leeft in Werkelijkheid, Heer van de Twee Landen, Neferkheperrure Waenre, het Goede Kind van de Levende Aton, die zal leven voor altijd en eeuwig, Kiya

## Vondsten
In de afgelopen eeuwen zijn er verscheidene archeologische vondsten gedaan die betrekking hebben tot Kiya. Zo is er in graf DK 55 in de Vallei der Koningen een graftombe en een set canopen gevonden, die aan Kiya gericht zijn. Ook toen in 2006 graf DK 63 werd gevonden, dacht de egyptoloog Georgeos Díaz-Montexano dat zich daar wellicht de mummie van Kiya zou bevinden. Dit omdat een van de sarcofagen zou lijken op bepaalde marmeren beelden die van Kiya zijn gevonden. In het museum van Oudheden in Caïro staat een beeld van Achnaton met Kiya op zijn schoot. Mogelijk wordt dit beeld samen met andere stukken in oktober 2025 verplaatst naar het Nieuwe museum in Gizeh.
Er zijn ook enkele aanwijzingen dat de zonnetempel Maru-Aten in Amarna was gebouwd als eerbetoon aan Kiya. Na de dood van Kiya zijn de inscripties en beelden in deze tempel vervangen door die van Nefertiti's dochter, Meritaton.

## Galerij

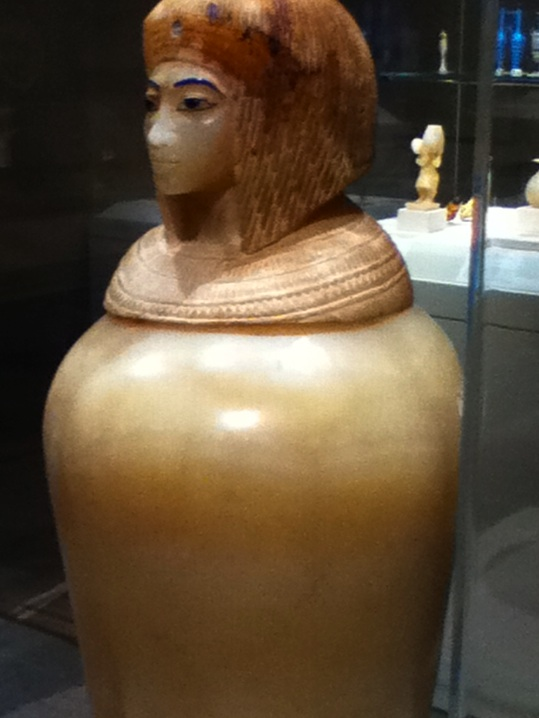
Canope van koningin Kiya (ca. 1353-1336 v. Chr.), The MET Vindplaats Graf DK 55
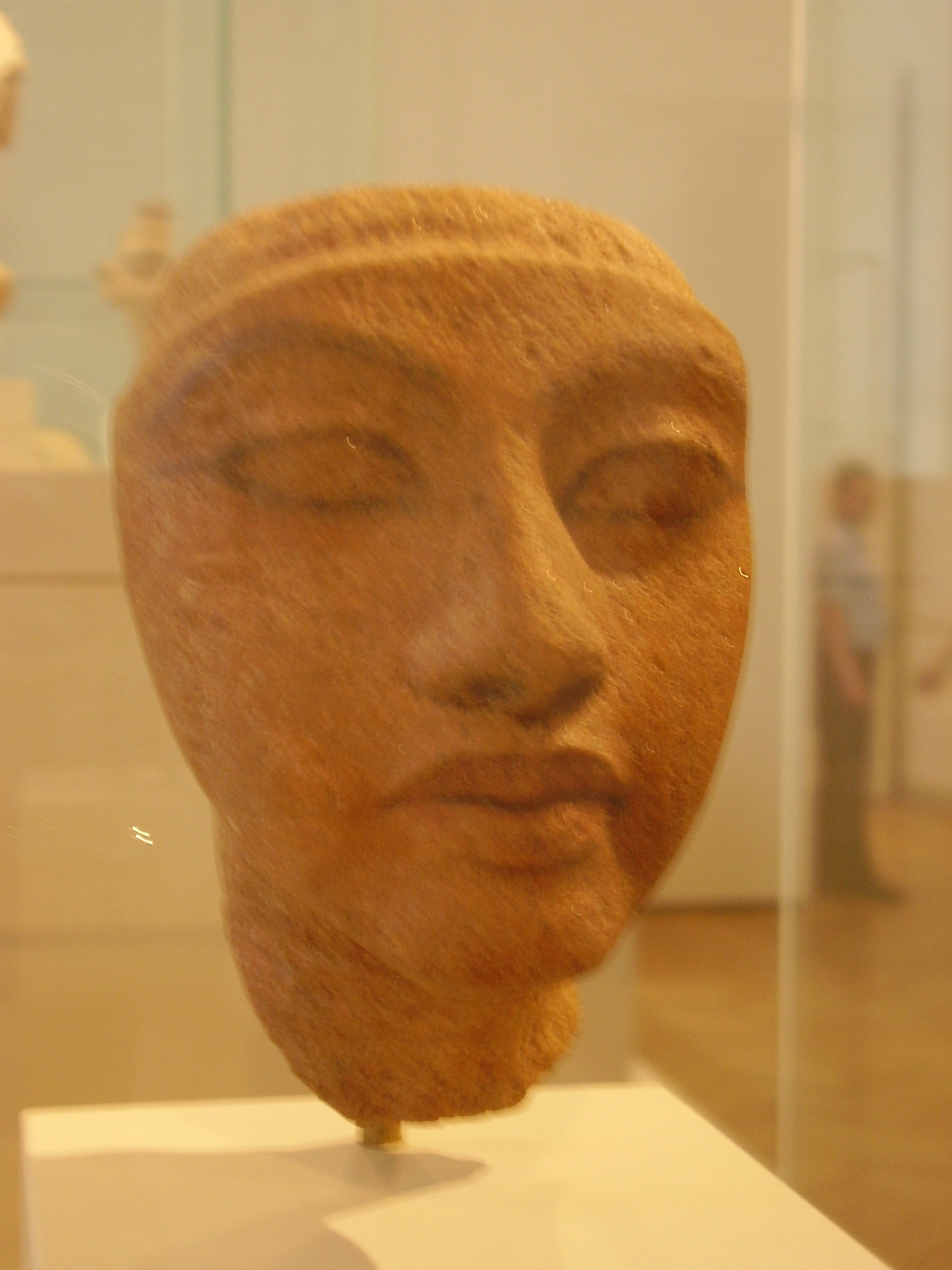
Hoofd van beeld van Kiya Altes Museum
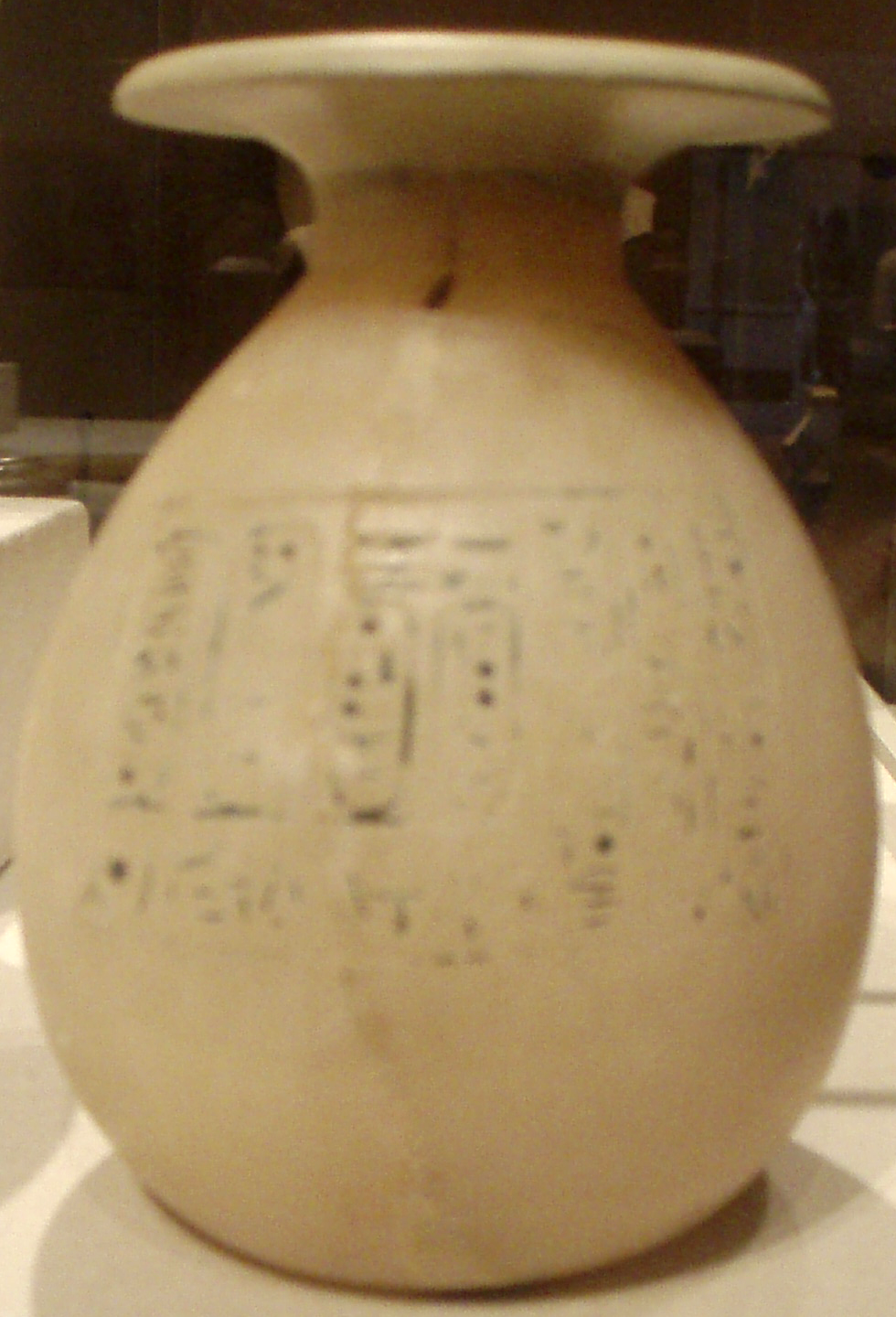
Pot met hiërogliefen The MET
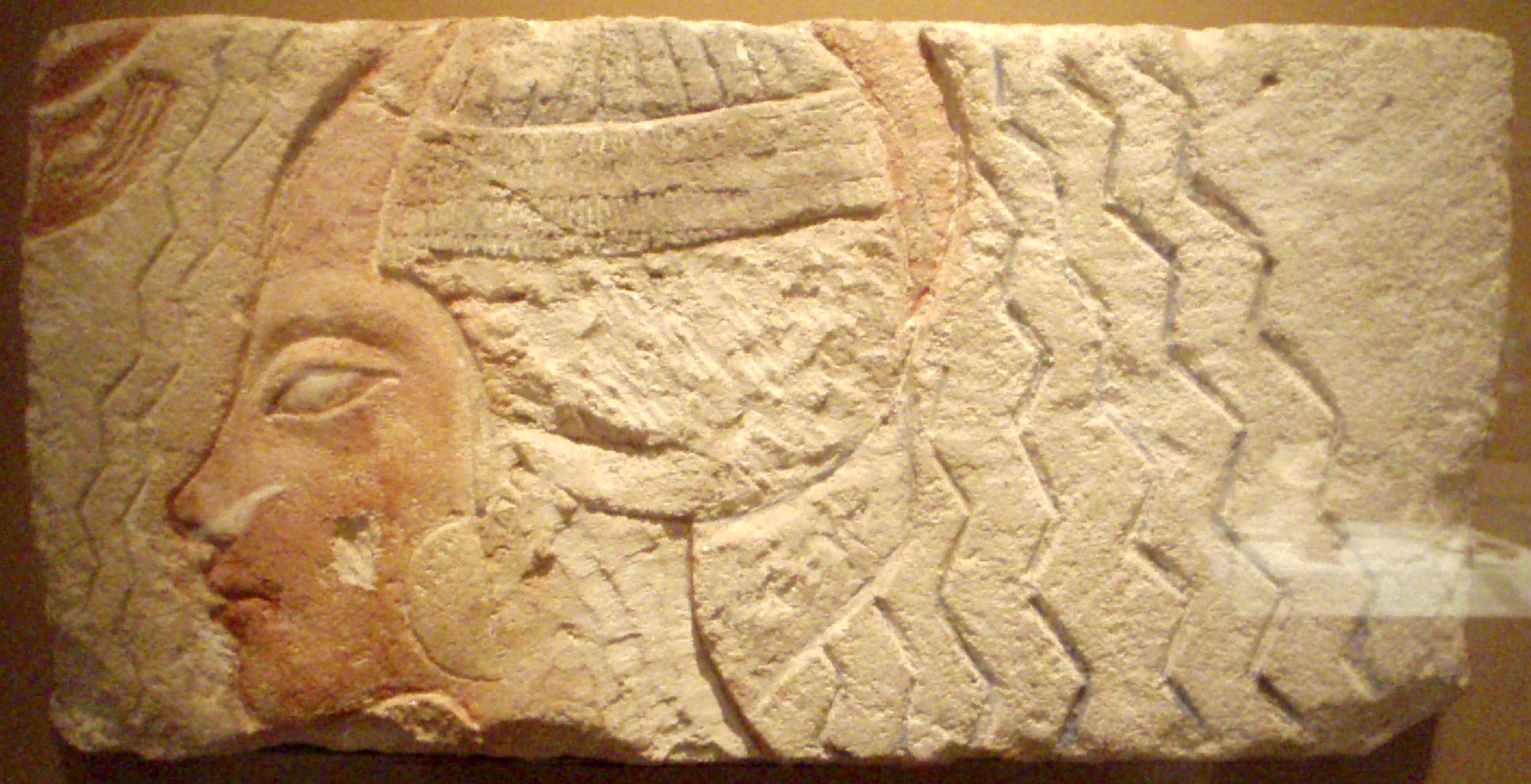
Een reliëf uit Amarna, de persoon zou koningin Kiya zijn The MET